# Langite
La langite est une espèce minérale composée d'hydroxy-sulfate de cuivre dihydraté de formule :  Cu4 (SO4)(OH)6 2H2O. Les cristaux peuvent atteindre 7 mm.

## Historique de la description et appellations

### Inventeur et étymologie
Décrit par le minéralogiste Mervyn Herbert Nevil Story-Maskelyne (1823-1911) qui est l'inventeur de l'espèce en 1864, il l'a dédié au physicien cristallographe viennois Victor von Lang (1838-1921) qui est le découvreur.

### Topotype
GisementSt Blazey et St Just, Cornouailles, Angleterre.
ÉchantillonsLes échantillons types sont déposés au Muséum de Vienne (Autriche), N°A.a.4353

## Caractéristiques physico-chimiques

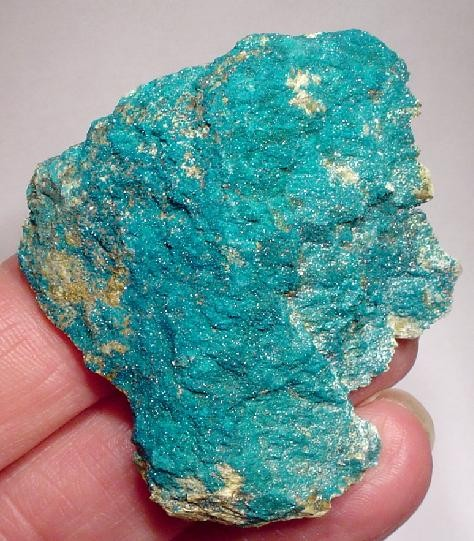
Langite bleu-vert (ou bleue par endroits) sous un de ses habitus les plus communs : l'encroûtement

### Critères de détermination
La langite se présente sous forme de cristaux d'un bleu plus ou moins intense, parfois tirant sur le vert, voire plus vert que bleu. Ces cristaux se présentent le plus souvent sous forme d'encroûtements ou d'agrégats, parfois fibreux. Généralement translucides, ils ont un éclat vitreux. Ils présentent un plan de clivage parfait selon {001} et leur cassure est conchoïdale. 
Leur dureté n'est pas élevée (de 3 à 4 sur l'échelle de Mohs) et leur densité mesurée varie entre 3,48 et 3,50 g cm−3. Leur trait est de couleur bleu pâle à bleu-vert.
Ce minéral est insoluble dans l'eau mais par contre soluble dans l'ammoniaque (NH4OH).

### Composition chimique
La langite, de formule Cu4 (SO4)(OH)6 2H2O, a une masse moléculaire de 488,32 u. Elle est donc composée des éléments suivants :
| Élément   | Nombre (formule)    | Masse des atomes (u) | % de la masse moléculaire |
| --------- | ------------------- | -------------------- | ------------------------- |
| Soufre    | 1                   | 32,06                | 6,57 %                    |
| Cuivre    | 4                   | 254,19               | 52,05 %                   |
| Hydrogène | 10                  | 10,08                | 2,06 %                    |
| Oxygène   | 12                  | 191,99               | 39,32 %                   |
|           | Total : 27 éléments | Total : 488,32 u     | Total : 100 %             |

Cette composition place ce minéral :
- selon la classification de Strunz : dans la catégorie des sulfates (07), avec des anions additionnels et H2O (07.D), avec seulement des cations de taille moyenne et des couches d'octaèdres liés par leurs arêtes (07.DD) ;
- selon la classification de Dana : dans la catégorie des sulfates hydratés contenant un groupement hydroxyle ou un halogène (31), de forme  (A+ B++)4 (XO4) Zq·x(H2O) (31.04).

### Cristallochimie
- Dimorphe de la wroewolfeite.

### Cristallographie
- Paramètres de la maille conventionnelle : {\displaystyle a} = 7,118 Å, {\displaystyle b} = 6,034 Å, {\displaystyle c} = 11,209 Å ; Z = 2 ; V = 481,43 Å3
- Densité calculée = 3,37 g cm−3
- Densité mesurée = 3,48-3,50 g cm−3

## Gîtes et gisements

### Gîtologie et minéraux associés
Minéral secondaire rare formé par l'érosion et l'oxydation des gisements de cuivre, présent sous forme d'agrégat ou d'encroutement réniforme, c'est un minéral très jeune et pouvant se former sur les boiseries des mines de cuivre.
Les minéraux souvent associés : Azurite, brochantite, chalcophyllite, connellite, devilline, gypse, linacite, malachite, posnjakite, serpierite, wroewolfeite.

### Gisements remarquables
- Angleterre

St Just, Cornouailles  Topotype
- Belgique

Plombières (Bleyberg), Plombières-Vieille Montagne, Verviers, Province de Liège
- Canada

Harvey Hill mine, Saint-Pierre-de-Broughton, Comté de Mégantic, Québec
- France

Saint-Rome-de-Tarn, Midi-Pyrénées.
La Verrière (Montchonay), Les Ardillats, Beaujeu, Rhône, Rhône-Alpes
- Suisse

Mine Les Moulins, Saint-Luc, Vallée d'Anniviers, Valais